# Albalat dels Tarongers
Albalat dels Tarongers (em valenciano e oficialmente) ou Albalat de Taronchers (em castelhano) é um município da Espanha na província de Valência, Comunidade Valenciana. Tem 21,35 km² de área e em 2021 tinha 1 324 habitantes (densidade: 62 hab./km²).

## Demografia
| Variação demográfica do município entre 1991 e 2004 | Variação demográfica do município entre 1991 e 2004 | Variação demográfica do município entre 1991 e 2004 | Variação demográfica do município entre 1991 e 2004 |
| --------------------------------------------------- | --------------------------------------------------- | --------------------------------------------------- | --------------------------------------------------- |
| 1991                                                | 1996                                                | 2001                                                | 2004                                                |
| 567                                                 | 651                                                 | 717                                                 | 799                                                 |